# 리베카 그랜트

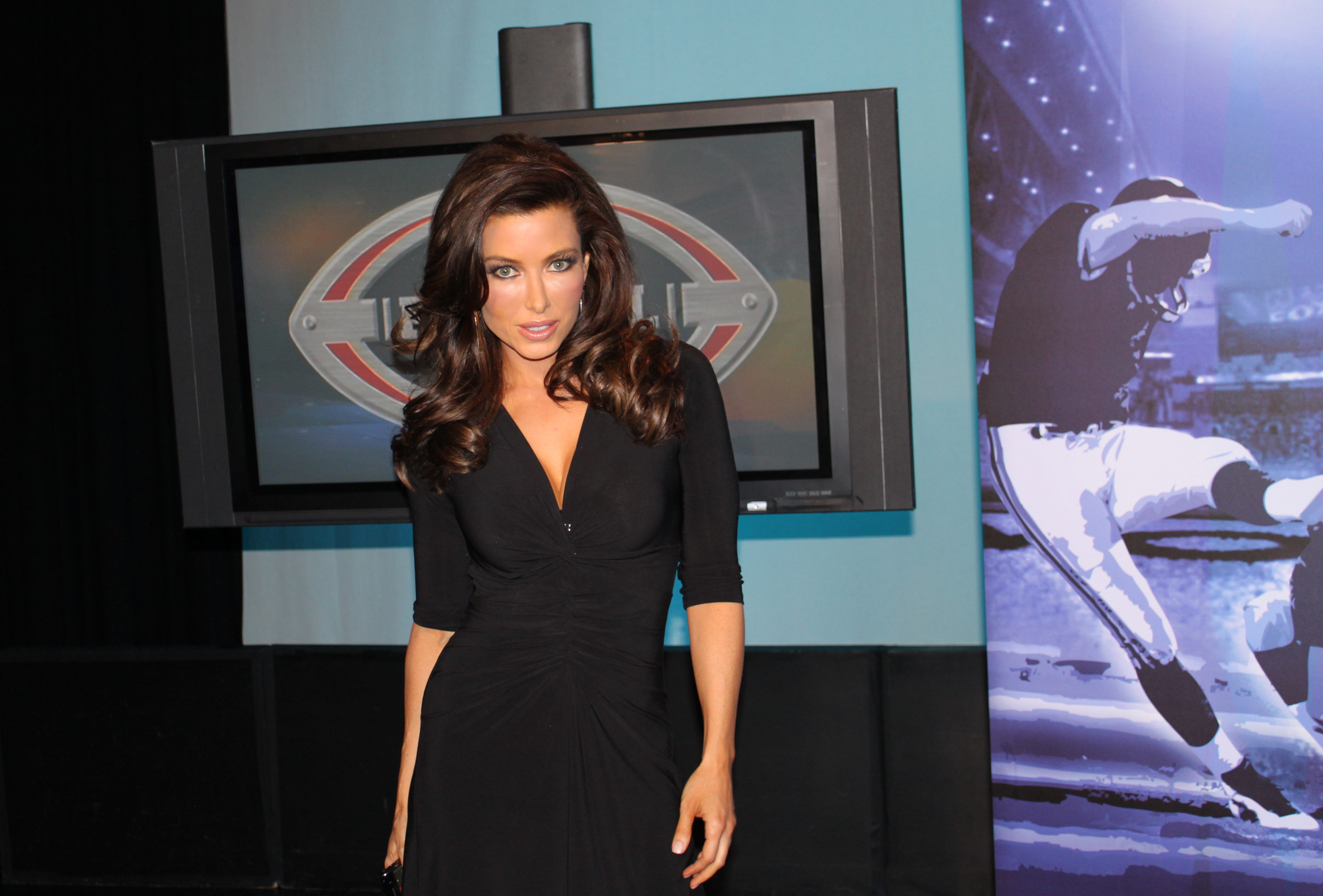

리베카 그랜트(영어: Rebecca Grant, 1968년 12월 11일 ~ )는 미국의 배우이다. 영국 TV 프로그램 《로봇 워즈》의 진행자를 역임했다.
버펄로에서 태어났다.

## 방송
- 홀비시티 시즌12
- 홀비시티 시즌11
- 홀비시티 시즌10